# 野玫瑰
《野玫瑰》（德語： 或 ），是德國大文豪歌德1771年在史特拉斯堡所寫下，並在1789年出版的一首詩。曾有多位作曲家為這首詩譜過曲，其中最有名的是奧地利作曲家舒伯特（Franz Schubert）。

## 《野玫瑰》与音乐
舒伯特所寫樂曲的詮釋方式是由女高音演唱，而只在背景放入不濃的音樂；此外为这篇《野玫瑰》（Heidenröslein）譜曲的人还有赫因里希·维尔尼尔。
舒伯特有一日在教完鋼琴課的回家路上，在一舊貨店的門口看見一位穿著破舊的小孩手持一本書及一件舊衣服欲出售，舒伯特見狀起了同情心，雖自己生活上並不富裕，卻將身上所有的錢與小孩交換了那本書，接過來一看是德國作家哥德的詩集，隨手一翻就看到了「野玫瑰」這首詩，頓時間被詩中的文字所觸動，靈感湧出一發不可收拾，舒伯特急忙回到家裡，一首膾炙人口的歌曲就因而誕生了。舒伯特也為歌德其他詩篇譜過曲。

## 评析
1770年，年轻的歌德在斯特拉斯堡结识了弗里德里柯·布里翁（Friederike Brion），回忆着那场难忘的邂逅，歌德改编了一首16世纪的诗歌，创作了这首忧伤的《野玫瑰》。
歌德的这首诗有多重寓意，野玫瑰象征着年轻的少女，她拒绝了少年的追求并保卫自己。少年摘採野玫瑰，意味少年粗野地夺去了少女的贞洁；这在当时的德国是一种侵犯的象征。而少年是否会因此永远的忍受着爱的折磨，是显而易见的，他想自己强烈的爱唤起野玫瑰回报的爱，然而她的离去和坚持却使少年心碎。這篇詩篇最深入人心之处在于，少年与野玫瑰的对话中弥漫着的忧伤情绪。

## 歌词
《野玫瑰》共有三个诗节，詩節的進行伴随着不断重复的旋律與和声，因此也称为「诗节歌」。
這首詩歌因其意境優美，將其譜曲的作曲家很多，其中以舒伯特及威納（H. Werner）所作二曲最為有名，亦流傳最廣，這二首皆有中文填譯詞，分別為蕭而化先生依原歌詞字意修改之填詞與周學普先生之譯詞。在旋律方面，舒伯特的作曲比威那的作曲輕快、容易上口，而周學普的譯詞比蕭而化的填詞平易近人。
| 德文 | 周學普版 |
| -{ Sah ein Knab' ein Röslein stehn, Röslein auf der Heiden, war so jung und morgenschön, lief er schnell, es nah zu sehn, sah's mit vielen Freuden. Röslein, Röslein, Röslein rot, Röslein auf der Heiden. Knabe sprach: "Ich breche dich, Röslein auf der Heiden!" Röslein sprach: "Ich steche dich, dass du ewig denkst an mich, und ich will's nicht leiden." Röslein, Röslein, Röslein rot, Röslein auf der Heiden. Und der wilde Knabe brach 's Röslein auf der Heiden; Röslein wehrte sich und stach, half ihm doch kein Weh und Ach, musst' es eben leiden. Röslein, Röslein, Röslein rot, Röslein auf der Heiden.}- | 男孩看見野玫瑰 荒地上的野玫瑰 清早盛開真鮮美 急忙跑去近前看 愈看愈覺歡喜 玫瑰、玫瑰、紅玫瑰 荒地上的玫瑰 男孩說我要採你 荒地上的野玫瑰 玫瑰說我要刺你 使你常會想起我 不許輕舉妄為 玫瑰、玫瑰、紅玫瑰 荒地上的玫瑰 男孩終於採了它 荒地上的野玫瑰 玫瑰刺他也不管 玫瑰叫苦也不理 只好由他折取 玫瑰、玫瑰、紅玫瑰 荒地上的玫瑰 |

## 電影歌曲
2008年台灣電影《海角七號》以野玫瑰作為串起整個故事的媒介，可見此電影片段。